# Nosotros, ellas y el duende
Nosotros, ellas y el duende es una obra de teatro del autor español Carlos Llopis; fue estrenada el 3 de mayo de 1946.

## Argumento
Pilar y Claudio son una joven pareja a punto de dar el paso de contraer matrimonio. Poco antes de la fecha fijada se produce el encuentro de sus respectivas familias. El padre de ella (Eduardo) y la madre de él (Antonina), ambos viudos, se enamoran, y finalmente se produce un doble enlace. Esta circunstancia da lugar a numerosas situaciones de enredo y lucha de sexos, de las que saldrán casi siempre invictas las señoras.

## Representaciones destacadas
- Estreno (Teatro Reina Victoria, Madrid, 1946). Intérpretes: Guadalupe Muñoz Sampedro, Luchy Soto.
- Reestreno (Teatro Gran Vía, Madrid, 1950). Intérpretes: Josita Hernán, María Luisa Moneró, Miguel Gómez, José Orjas.
- Televisión (Gran Teatro, de TVE), 22 de marzo de 1962, con dirección de Fernando García de la Vega.
- Televisión (Estudio 1), de TVE,  1 de enero de 1971. Intérpretes: Isabel Garcés, Lina Morgan, Rafael Alonso, José Sacristán.
- Televisión (Estudio 1), de TVE, 28 de febrero de 1979. Intérpretes: Manolo Gómez Bur, José Bódalo, Raquel Rojo, Mari Carmen Prendes, Manuel Tejada, Joaquín Pamplona.

## Nunca es tarde
En 1984 se hizo una nueva adaptación, en este caso, mediante una serie de televisión de 4 episodios basada en la obra de teatro, con el título de Nunca es tarde, que incluía también La cigüeña dijo sí.
La emitió TVE desde el 29 de mayo de 1984, y fue dirigida por Gabriel Ibáñez e interpretada por Irene Gutiérrez Caba, Pastor Serrador, Jaime Blanch, Verónica Forqué, Blanca Sendino, Violeta Cela, Francisco Cambres.